# Lilla Smedvattnet
Lilla Smedvattnet är en sjö i Färgelanda kommun i Dalsland och ingår i Örekilsälvens huvudavrinningsområde.